# Новые повести
«Новые повести» — авторский сборник произведений русского писателя Василия Нарежного, опубликованный в 1824 году. В его состав вошли шесть повестей: «Запорожец», «Мария», «Турецкий суд», «Невеста под замком», «Заморский принц», «Богатый бедняк».
Литературоведы отмечают большое тематическое и жанровое разнообразие сборника, включающего произведения исторические и нравоописательные, написанные в реалистическом стиле и в духе сентиментализма. Рецензент журнала «Благонамеренный» высоко оценил «Марию», которая заставила его «выронить поневоле несколько слёз» и признать, что автор «хорошо знает человеческое сердце». Однако в целом публика встретила «Новые повести» холодно: по словам Н. Белозёрской, из-за тяжёлого и казавшегося устаревшим стиля она не заметила «богатство и новость содержания, верность изображения действующих лиц и русской жизни».
Автор статьи о Нарежном в «Русском биографическом словаре» назвал «наиболее выдающимися» повестями в сборнике «Богатого бедняка», «Запорожца» и «Заморского принца». Последняя повесть, по мнению биографа писателя в «Энциклопедическом словаре Брокгауза и Ефрона», «имеет некоторое сходство с „Ревизором“» Николая Гоголя.